# 家畜防疫官
家畜防疫官（かちくぼうえきかん）とは、主に空港、港湾等に付随する動物検疫所に勤務し、家畜伝染病予防法に基づいて検疫業務を担当する農林水産省所属の職員（国家公務員）の官職名である。「家畜防疫官服制」（昭和63年10月1日農林水産省告示第1580号）によって制服・制帽および襟章が定められており、貸与がなされている。
　